# Rick Downey
Rick Downey (New York, 29 agosto 1953) è un batterista, produttore discografico e tecnico del suono statunitense.

## Biografia

### Gli inizi
Downey iniziò la sua carriera musicale come batterista; non riuscendo ad avere una band che lo assumesse in pianta stabile, ha trovato un'altra collocazione nel mondo della musica: divenne tecnico della batteria di Albert Bouchard dei Blue Öyster Cult, nel 1973, band della quale divenne manager nel 1981.
Dopo che Albert Bouchard fu improvvisamente licenziato, Rick divenne il batterista dei gruppo, e lo fu fino al 1985, dopidichè si unì ai Living Colour, per un paio di anni, sebbene rimase come tour manager.

### Tecnico e tour manager
Negli anni successivi Downey ha ricoperto ruoli di tour manager per band quali Motley Crue, The Outfield, e Anthrax, ed è tornato come manager per un tour dei Blue Öyster Cult nel 1995. 
Dai primi anni 2000 gestisce una scuderia automobilistica, la Downey Racing.

### Produttore discografico
Iniziò a metà degli anni ottanta la carriera di produttore discografico, spesso in collaborazione con Tom Werman, già collaboratore dei Blue Öyster Cult.

## Discografia

### Con i Blue Oyster Cult
- 1983 - The Revölution by Night

### Collaborazioni (parziale)
- 1982 - Buck Dharma - Flat Out
- 1995 - Living Colour - Time's Up